# Starch
Starch, ehemals Starch Addition, ist eine Schweizer Funkband aus Wil SG.

## Geschichte
Die Bandmitglieder lernten sich grösstenteils an der Kantonsschule Wattwil kennen. Die Band veröffentlichte 2001 noch unter dem Namen "Starch Addition" ihr Debütalbum Fresh Funk Movement.
2004 folgte das zweite Album Freak City mit welchem sie Airplay auf renommierten Radiostationen wie DRS 3 erhalten.
Das Album Music folgt im Jahr 2009 und enthält eine Kollaboration mit dem Bieler Musiker Gustav.
Die Musikgruppe spielte am Montreux Jazz Festival sowie am Open Air St. Gallen. Die Ostschweizer waren zudem 2009 und 2011 in Australien und Südostasien auf Tour, mit dem erklärten Ziel die ganze Welt zu bespielen.

## Stil
Die Musik von Starch Addition war sehr auf Funk ausgelegt.
Die Musik veränderte sich immer stärker, es wurden Rock und Hip-Hop-Elemente eingeflochten. Die unverkennbaren Bläsersätze blieben aber erhalten und so entsteht eine Musik, welche sich nur schwer einordnen lässt.

## Diskografie

### Studio-Alben
- Fresh Funk Movement (2001)
- Freak City (2004)
- Music (2009)

### Live-Alben
- Live (2012)